# De Velodroom
De Velodroom is een voetbalstadion in de Belgische stad Torhout. Het is gelegen langs de Bruggestraat, en is de thuishaven van de huidige ploeg KM Torhout, ontstaan in 1992 na een fusie van VK Torhout en SK Torhout, die speelt in de 2de amateurreeks.

## Geschiedenis
Het stadion werd opgericht in 1909. Aanvankelijk werd er niet gevoetbald maar was er een wielerpiste. Deze piste werd tijdens de Tweede Wereldoorlog door de Duitsers afgebroken en werd gebruikt als munitieopslagplaats. In 1951 werd er een voetbalterrein aangelegd waarop het toenmalige VK Torhout kwam spelen. 
De velodroom in de Bruggestraat zal altijd verbonden blijven met de naam en inspanningen van Torhouts grootste sportfiguur Karel van Wijnendale (1882-1961.)  De betonnen wielerbaan werd in de Bruggestraat werd voor het eerst gebruikt in 1909. Pas na de Eerste Wereldoorlog kende de piste zijn grootste successen met pistemeetings en aankomsten van klassiekers zoals De Drie Zustersteden voor beroepsrenners of Brussel-Thorout voor Onafhankelijken. Toch werd ze alom geloofd voor zijn unieke karakter: de bijna mythische wielerfiguur Karel van Wijnendale schreef er uitermate lovend over als een zeer snelle baan. De baan werd in 1941-1942 door de Duitse tanks kapot gereden en nadien compleet afgebroken. Na 1951 nam V.K. Torhout het middenplein als voetbalveld in gebruik. Voordien speelde de voetbalclub sinds zijn ontstaan in 1920 op de vroegere "Paardemarkt". 
Daarrond werden de nieuwe staan-en zittribunes opgetrokken die na de fusie met S.K. Torhout in 1992 de thuisbasis voor de fusieclub Torhout K.M. 1992 werd.
In 2001 werd ze afgebroken en vervangen door een nieuwe die aan de huidige eisen van het moderne voetbal moet voldoen. Sinds 2016 is er kunstgras aangelegd.